# Oscar et la Dame rose
Pour les articles homonymes, voir Oscar et la Dame rose (homonymie).
Oscar et la Dame rose est un roman d’Éric-Emmanuel Schmitt, paru en 2002. Il constitue la troisième partie du Cycle de l'invisible.
Il a été adapté au théâtre par l'auteur en 2003, avec Danielle Darrieux, Anny Duperey puis Judith Magre en France, Jacqueline Bir en Belgique et Rita Lafontaine au Québec, puis au cinéma en 2009 avec Michèle Laroque dans le rôle de Mamie Rose.
Un jeune garçon de dix ans prénommé Oscar vit à l’hôpital, car il souffre d'un cancer. Il écrit des lettres à Dieu pour parler de sa vie à l'hôpital,.

## Résumé

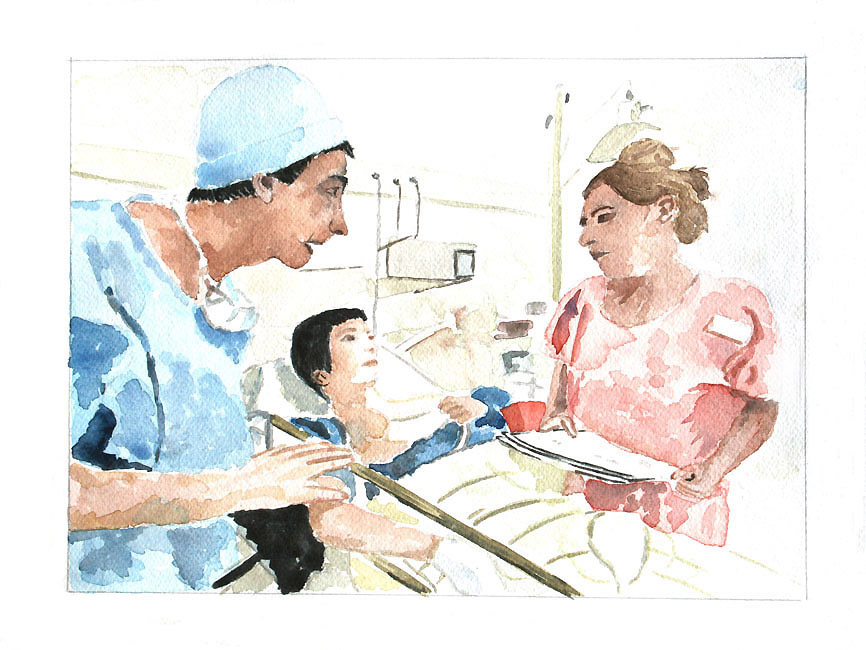
Visite du praticien et de l'infirmière en rose (Marie-Claire Lefébure).

Oscar, petit garçon de 10 ans, vit à l’hôpital avec des enfants, des infirmières dites « dames roses » ainsi que Mamie-Rose, la plus âgée des dames roses. Celle-ci est retraitée mais encore active. Après une greffe de moelle osseuse qui a échoué, il se croit condamné. Il parle de son futur décès à ses proches ainsi qu’au personnel. Tous font la sourde oreille au mot « mort » à l’exception de Mamie-Rose. Elle lui propose alors d’écrire des lettres à Dieu en lui écrivant un vœu « de sentiment » chaque jour. 

### Lettres
Dans la première lettre, Oscar présente Mamie Rose : elle était, dit-elle, une catcheuse nommée « l’Étrangleuse du Languedoc ». Maintenant, elle est incroyablement âgée, trop même pour travailler comme infirmière. Contrairement au reste du personnel de l’hôpital, Mamie Rose n’essaie pas de nier le fait qu’Oscar n’a que peu de temps à vivre, ce qui lui permet de parler de sa mort avec elle.
Dans sa deuxième lettre, Oscar raconte qu’il est né sans s’en rendre compte, avant de fêter ses 5 ans à midi, moment où il prend conscience de lui-même mais apprend aussi de mauvaises nouvelles. Le soir, il dit avoir 10 ans, l’âge de raison. Il assiste à une consultation au cours de laquelle ses parents refusent de lui annoncer qu’il va bientôt mourir, ce qui le pousse à les considérer comme des lâches. Bouleversé, il se réfugie dans un placard, car il souhaite rester seul pour digérer cette révélation. Ce jour-là, il comprend qu’il ne lui reste que 12 jours à vivre, et décide de considérer chaque jour comme l’équivalent de 10 années, afin de mourir symboliquement à 120 ans. À la fin de sa lettre, il demande à Dieu de lui rendre visite en esprit, et l’invite à ne pas hésiter à le réveiller s’il dort.
Dans la troisième lettre, Oscar écrit que pendant son adolescence il tombe amoureux de Peggy Blue, une fille qui a un problème de sang qui la rend toute bleue. Oscar prend la décision de la protéger contre les fantômes, mais Popcorn, un garçon obèse jaloux, affirme qu’elle est à lui et dit à Oscar de « prendre » Sandrine, qui elle est réellement intéressée par Oscar. Il va donc la voir et elle l’embrasse juste au moment où ses parents arrivent. Mais Oscar il ne veut pas les voir et il les ignore en écoutant Casse-Noisette. Après leur visite, Mamie Rose lui donne le courage de dire à Peggy qu’il la trouve belle en disant que Popcorn bluffait. Oscar et Peggy finissent par s’embrasser et celui-ci demande à Dieu de pouvoir l'épouser.
Dans la quatrième lettre, à ses trente ans, Oscar se marie avec Peggy. Pendant la nuit, il entend des bruits et se lève pour avoir Peggy, pensant que des fantômes la torturent, mais il s'agit en fait de Bacon, un enfant brûlé qui hurle à cause de ses brûlures. Peggy permet à Oscar de dormir avec elle ; le personnel médical n'est pas d'accord, mais Mamie Rose arrive pour défendre les enfants. Elle amène Oscar à la chapelle de l'hôpital pour lui montrer que la mort ne doit pas être une souffrance morale. Oscar prie pour que l'opération de Peggy prévue pour le lendemain se passe bien.
Dans la cinquième lettre, Peggy Blue est opérée avec succès. Les médecins assurent qu’au fil des jours, sa peau deviendra de plus en plus rose. Oscar fait la connaissance des parents de la jeune fille, qu’il traite avec beaucoup de respect. Lorsqu’ils repartent, ils lui confient leur fille. Ce jour-là, Oscar vit une véritable journée de famille : il sympathise avec ses futurs beaux-parents et adopte Mamie Rose, comme il l’a fait autrefois avec Bernard, son ours en peluche. À la fin de cette journée, il a quarante ans.
Dans la sixième lettre, Sandrine raconte à Popcorn qu’Oscar et elle se sont embrassés. Celui-ci le rapporte à Peggy, qui rompt avec Oscar bien que ce dernier tente de se défendre. Peu après, Brigitte, une jeune trisomique, entre dans sa chambre et l'embrasse. À cause de cela, tout l’étage le traite de "cavaleur". Pourtant Oscar aime toujours Peggy, et Mamie Rose cherche à lui redonner du courage. À la fin de cette journée, il a cinquante ans.
Dans la septième lettre, le jour de Noël, Oscar se réconcilie avec Peggy Blue. Cependant, comme ses parents viennent pour célébrer Noël avec lui, il ne peut pas rester à ses côtés. À l’idée de devoir passer la soirée avec des parents qui vont lui offrir une multitude de cadeaux, il organise sa fugue. Après un troc avec Einstein, Bacon et Popcorn, ces derniers acceptent de l’aider à se cacher dans la voiture de Mamie Rose. Lorsqu’il sonne à sa porte après avoir dormi dans la voiture, Mamie Rose, surprise, le persuade de téléphoner à ses parents qui sont inquiets. Finalement, ils passent un joyeux Noël ensemble. À la demande de Mamie Rose, ils regardent la messe de minuit à la télévision, ainsi qu’un match de catch qu’elle avait enregistré. Ce jour-là, Oscar apprend que ses parents ont oublié qu’ils sont eux aussi destinés à mourir. 
Dans la huitième lettre, Oscar est dans sa soixantaine et il commence à payer le prix des "abus" qu’il a commis. Mamie Rose lui offre une petite statue de la Vierge, car Oscar trouve qu’elle ressemble beaucoup à Peggy. Cette dernière lui rend visite en fauteuil roulant, mais ne se reconnaît pas dans la statue. Ils terminent la journée en écoutant Casse-Noisette.
Dans la neuvième lettre, Oscar a maintenant dans sa soixante-dix ans et réfléchit beaucoup. Il prend soin du cadeau de Mamie Rose, une plante du Sahara qui vit et meurt en une journée. Mamie Rose explique à Oscar que les questions les plus intéressantes resteront toujours sans réponse. Oscar finit par dire au docteur Düsseldorf qu’il doit arrêter de se sentir coupable de sa mort prochaine.
Dans la dixième lettre, Oscar a maintenant quatre-vingts ans. Peggy Blue est partie de l'hôpital, et Oscar sait qu’il ne la reverra plus jamais. Il n’éprouve plus de foi en Dieu.
Dans la onzième lettre, Oscar a quatre-vingt-dix ans. Il comprend désormais la différence entre Dieu et lui : Dieu est infatigable, toujours au travail, et son secret réside dans la capacité à regarder chaque jour le monde comme si c'était la première fois. Son vœu est de permettre à ses parents de connaître et vivre ce même secret.
Dans la douzième lettre, à cent ans, Oscar essaie d’expliquer à ses parents que la vie est un drôle de cadeau : au début on la surestime, croyant qu’on vivra éternellement, puis on la sous-estime, la trouvant trop courte et insatisfaisante. Finalement, on comprend qu’elle n’est pas un cadeau, mais simplement un prêt qu’il faut apprécier.
Dans la treizième lettre, Oscar a cent dix ans et avoue : « Je crois que je commence à mourir. » C'est la dernière lettre qu’il écrit.

### 14elettre
La quatorzième et dernière lettre est écrite par Mamie Rose à l'attention de Dieu pour lui annoncer la mort d'Oscar, survenue ce matin. Il a choisi de partir pendant que sa famille était allé prendre un café, afin de leur éviter de vivre la violence de ce moment. Elle précise qu’elle ne peut comparer sa propre peine à celle, insurmontable, des parents d'Oscar. À la fin de la lettre, Mamie Rose révèle qu’Oscar avait déposé un mot sur sa table il y a trois jours, qui disait : « Seul Dieu a le droit de me réveiller ».

## Personnages
- Oscar, surnommé Crâne d'Œuf, écrit des lettres à Dieu
- Mamie Rose, surnommée l’Étrangleuse du Languedoc (elle prétend avoir fait du catch)
- Les parents d’Oscar
- Peggy Blue, petite fille atteinte du syndrome d'Eisenmenger, l'amoureuse d'Oscar
- Popcorn, l’obèse
- Einstein, l'hydrocéphale
- Bacon, le grand brûlé
- Sandrine, l'autre leucémique, la « Chinoise »
- Brigitte, la trisomique
- Dr Düsseldorf, médecin d'Oscar
- Les parents de Peggy Blue, beaux parents d'Oscar
- Madame Gommette, l'infirmière Chef
- Madame N'da, une femme de service
- Madame Ducru, l'infirmière de nuit

## Éditions
Édition imprimée originale
- Éric-Emmanuel Schmitt, Oscar et la Dame rose, Paris, éd. Albin Michel, 29 octobre 2002, 100 p., 13 × 20 cm (ISBN 2-226-13502-2)

Livre audio
- Éric-Emmanuel Schmitt, Oscar et la Dame rose, Paris, Naïve Livres, 15 avril 2005, 18 p. (ISBN 2-35021-004-9)Texte intégral ; narrateur : Éric-Emmanuel Schmitt ; support : 2 disques compacts audio MP3 ; durée : 2 h 0 min environ ;
- Éric-Emmanuel Schmitt, Oscar et la Dame rose, Paris, Audiolib, 11 octobre 2017 (ISBN 978-2-36762-448-8)Texte intégral ; narrateur : Éric-Emmanuel Schmitt ; support : 2 disques compacts audio MP3 ; durée : 2 h 46 min environ ;

Édition scolaire annotée
- Éric-Emmanuel Schmitt, Oscar et la Dame rose, Paris, Magnard, coll. « Classiques & Contemporains » (no 79), 10 mai 2006, 120 p. (ISBN 978-2-210-75490-4)

## Adaptations

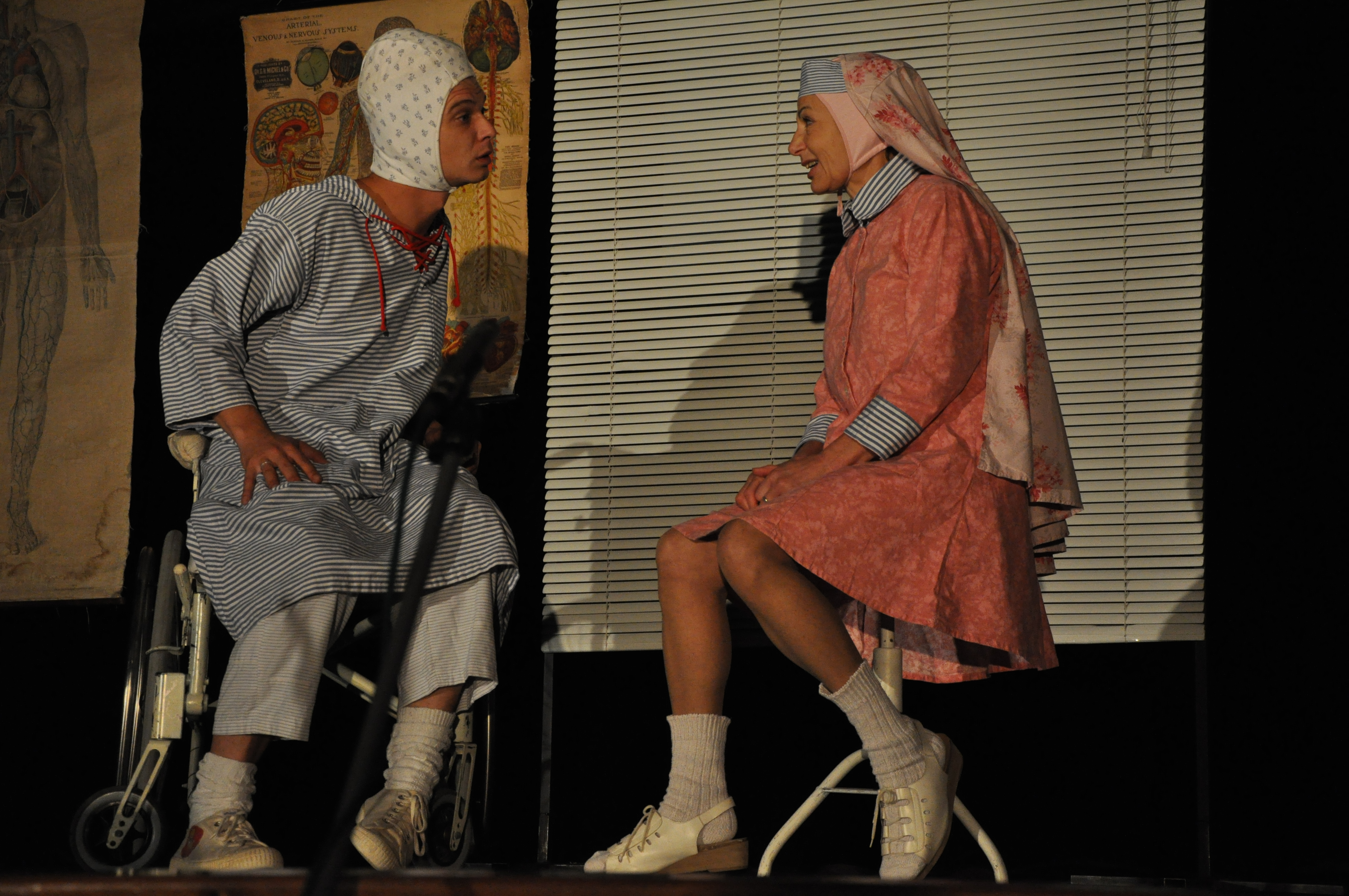
Une adaptation théâtrale en tchèque en 2012.

### Théâtre
Le roman a été adapté au théâtre par l'auteur en 2003, avec Danielle Darrieux, sacrée Meilleure comédienne aux Molières, puis Anny Duperey puis également Judith Magre en France, Jacqueline Bir en Belgique et Rita Lafontaine au Québec. Il a également été adapté dans d'autres langues.

### Cinéma
Il a été adapté au cinéma en 2009 avec Michèle Laroque dans le rôle de Mamie Rose.

### Bande-Dessinée
Le roman a été adapté en roman graphique par Valérie Vernay (dessins) et Vincent Zabus (textes) aux Éditions Albin Michel. (Parution le 4 septembre 2024, format 28,3 × 21 cm, 144 pages, cartonné.  (EAN 9782226483799))